# Abdulrahman Fawzi
Abdulrahman Fawzi (en árabe: عبد الرحمن فوزي‎) (11 de agosto de 1909 – 16 de octubre de 1988) fue un exjugador y exentrenador de fútbol de Egipto.

## Historia

### Como jugador

#### Clubes
Nacido en Port Said, Egipto inició su carrera con el Al-Masry SC, con quien ganó la desaparecida Copa del Sultán Hussein en dos ocasiones y la Liga de la Zona del Canal, el anterior torneo de fútbol de Egipto, en tres ocasiones, todos a inicios de la década de los años 1930.
En 1934 fue cambiado al Zamalek SC, equipo con el que ganó 5 copas de Egipto y 6 ligas de El Cairo en la década de los años 1940, así como la Copa de El Cairo en 1941, retirándose como jugador en 1947.

#### Entrenador
Tras retirarse como jugador inició en 1947 como entrenador del Zamalek SC, con quien ganó 5 ligas de El Cairo y 3 copas de Egipto hasta que dejó al club en 1956. Entre 1953 y 1954 formó parte del comité que estaba a cargo de la selección nacional.

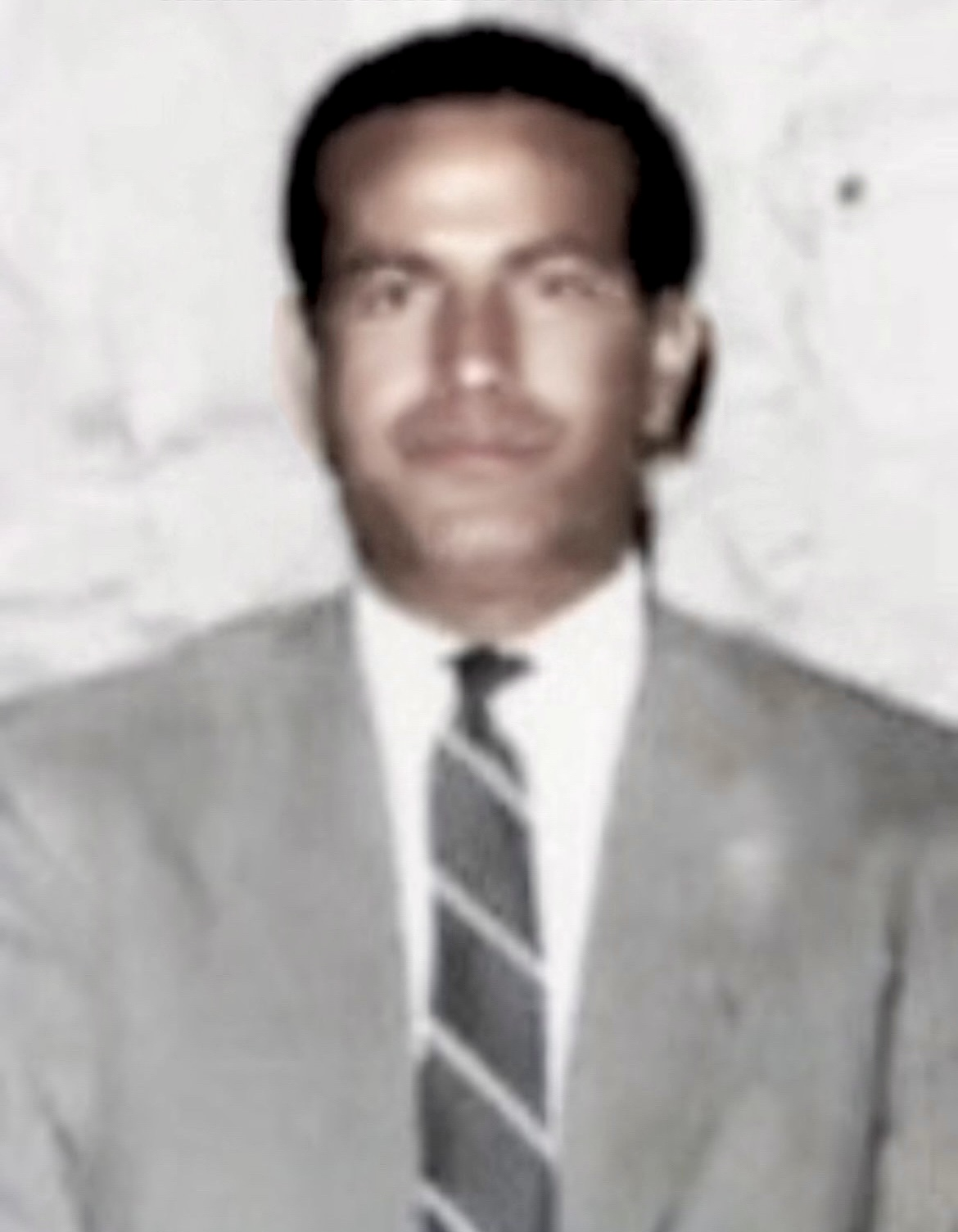
Fawzi, 1952

En 1956 dirigió al Ghazl El-Mehalla y en 1957 fue el primer entrenador de la selección de Arabia Saudita, a la cual dirigió por cinco años hasta que pasó a dirigir por dos periodos distintos a Al-Sekka Al-Hadid, donde terminó su carrera de entrenador en 1975.

#### Selección nacional
Formó parte de Egipto en el mundial de Italia 1934, en el cual anotó los dos goles de su selección ante Hungría en la derrota 2-4, siendo el primer jugador africano en anotar en una Copa Mundial de Fútbol, aunque en realidad debieron haber sido tres goles, pero al finalizar el primer tiempo anularon el tercer gol por aparente posición adelantada.